# Sokrat Mojsov
Pour les articles homonymes, voir Mojsov.
Sokrat Mojsov (né le 1er mars 1942 à Setini, aujourd'hui en Macédoine) est un joueur de football, international yougoslave, qui a la particularité d'avoir inscrit 3 buts en 7 minutes à l'occasion d'un match disputé en 1971 pour le compte du Stade rennais en championnat de France. Il avait alors égalé le record de Serge Masnaghetti qui avait réalisé un hat-trick en 7 minutes en 1966.
Ce record a été battu en 2005 par le Lillois Matt Moussilou avec un triplé en cinq minutes contre le FC Istres (8-0).

## Carrière
- Vardar Skopje
- 1971-1972 : Stade rennais
- Vardar Skopje

## Sources
- Marc Barreaud, Dictionnaire des footballeurs étrangers du championnat professionnel français (1932-1997), L'Harmattan, 1997.